# 桌山 (地质)
在行星地质学中，桌山（mensa），复数形式为“mensae”，是一座带有悬崖边缘的平顶突出物。该术语来源于拉丁语单词桌子、台子（table），与西班牙语单词“桌子”词根相同。桌山一词的含意与美国西南部所称呼的平顶山意思相同。

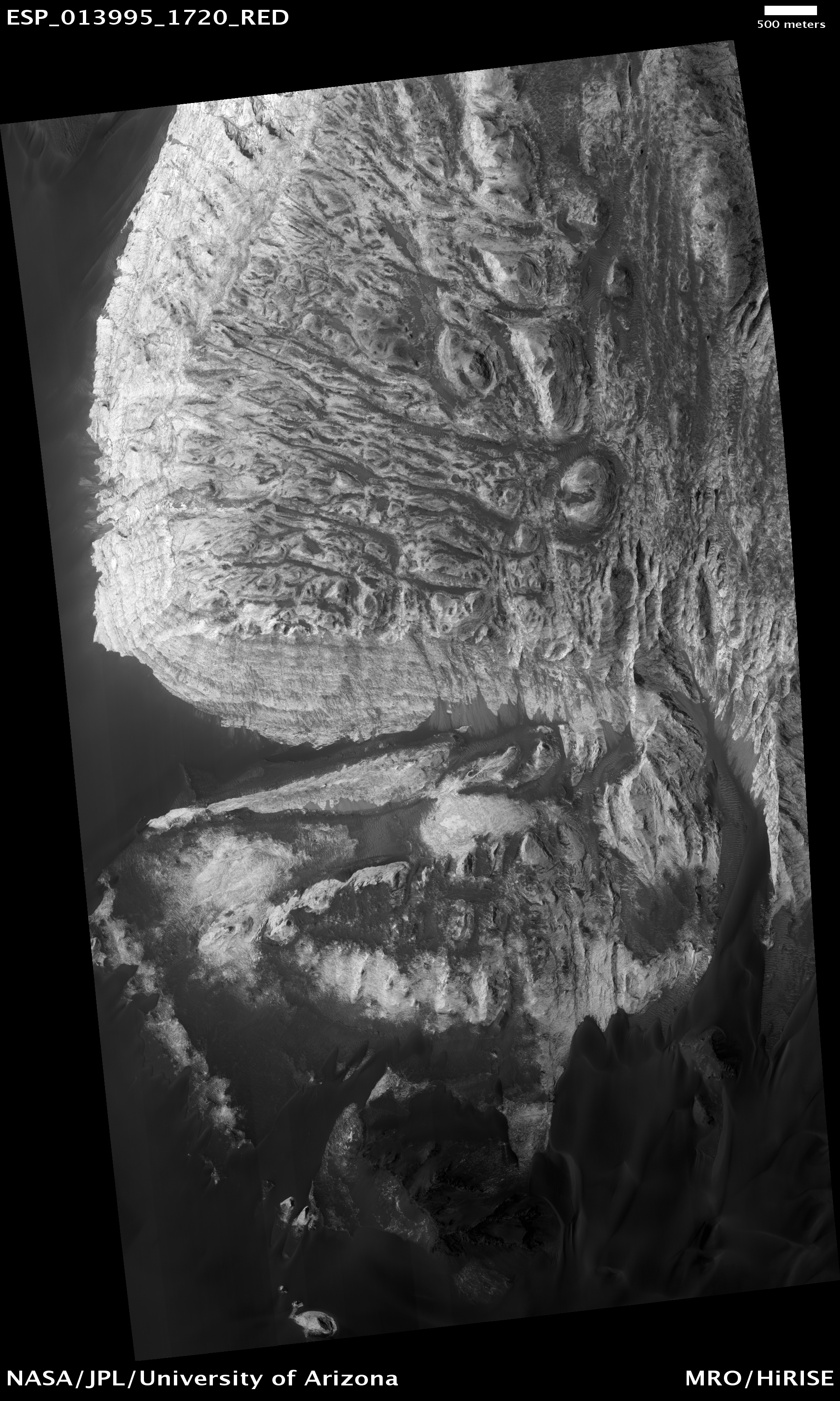
高分辨率成像科学设备所显示的恒河桌山，位于火星科普剌塔斯区。
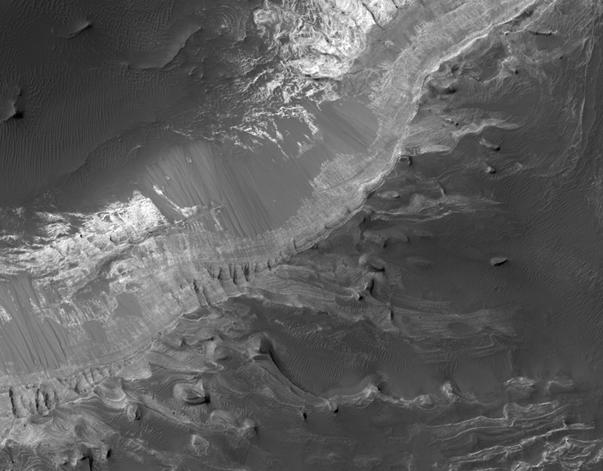
高分辨率成像科学设备显示的卡普里桌山，点击图像可查看岩垛和岩层，卡普里桌山位于火星科普剌塔斯区。
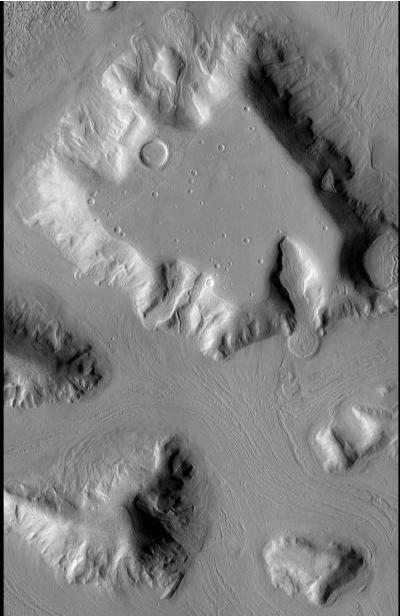
背景相机显示的伊斯墨诺斯湖区的桌山，有数处已被冰川侵蚀。